# БТР-60ПБМ
БТР-60ПБМ — российские варианты модернизации советского бронетранспортёра БТР-60ПБ.

## История
Первый вариант модернизированного бронетранспортёра под наименованием БТР-60ПБМ был представлен в 2003 году на выставке военной техники в Бронницах, в следующие годы он был представлен повторно в качестве техники, которая может использоваться в вооружённых силах страны и изготавливаться на экспорт для иностранных заказчиков. В марте 2006 года было отмечено, что модернизация БТР-60ПБ до уровня БТР-60ПБМ будет стоить значительно дешевле, чем постройка нового БТР-80.
В августе 2006 года новый вариант модернизации бронетранспортёра был представлен на проходившей в Москве 2-й международной выставке вооружений и военной техники "МВСВ-2006" заводом ОАО "Муромтепловоз" в качестве оружия, предназначенного на экспорт.

## Описание
Первый вариант БТР-60ПБМ был разработан Арзамасским механическим заводом и предусматривал установку башни БПУ-1 от БТР-80 (которая имеет аналогичное пулемётное вооружение, но обеспечивает более высокий угол возвышения – не до 30, а до 60 градусов); замену бензиновых двигателей на дизель КамАЗ-7403 (260 л. с.); повышение защиты (за счёт установки дополнительной пассивной брони, новой системы жизнеобеспечения, а также системы ППО и коллективной защиты); замену радиооборудования (вместо штатной радиостанции устанавливалась Р-168-25У или Р-173 с навигационным оборудованием «Гамма-2»). Также устанавливались новые приборы наблюдения командира и водителя, новые пулестойкие шины, новый водомётный движитель и улучшенные сиденья. 
Представленный в августе 2006 года вариант модернизации от ОАО "Муромтепловоз" предусматривал замену бензиновых двигателей на один дизель ЯМЗ-236Д (180 л.с.), и замену башни на боевой модуль (с 30-мм автоматической пушкой 2А72, 7,62-мм пулемётом ПКТ и 30-мм автоматическим гранатомётом).
В дальнейшем, ОАО "Муромтепловоз" был разработан новый вариант модернизации, предусматривающий замену бензиновых двигателей на один дизель ЯМЗ-236НЕ (230 л.с.), замену башни на боевой модуль БППУ МБ2-03 (с 30-мм автоматической пушкой 2А42, 7,62-мм пулемётом ПКТМ и 30-мм автоматическим гранатомётом АГ-17), а также внесение изменений в корпусные детали (оборудование в корме двустворчатых дверей для десанта).